# 2019 AQ3
2019 AQ3 ist ein Asteroid, von dem am 4. Januar 2019 erstmals Beobachtungen durch die Zwicky Transient Facility am Palomar-Observatorium in Kalifornien berichtet wurden, dort war er ab dem 22. Dezember 2018 mehrfach beobachtet worden. Nachträglich konnte festgestellt werden, dass er bereits vom 13. bis 15. Oktober 2015 durch Pan-STARRS auf Hawaiʻi bei einer Helligkeit von 19 mag fotografiert worden war.
Der Himmelskörper hat noch keine definitive Nummerierung erfahren, erst danach wird auch der offizielle Entdecker und das Entdeckungsdatum benannt.
Der Asteroid 2019 AQ3 mit einem aufgrund seiner Helligkeit geschätzten Durchmesser im Bereich von 0,5 bis 4 km bewegt sich vollständig innerhalb des Bereichs der Umlaufbahn der Erde (Inner Earth Object, IEO), er gehört damit zur Untergruppe des Atira-Typs der erdnahen Asteroiden des Aten-Typs.

## Umlaufbahn
2019 AQ3 bewegt sich auf einer Bahn, die stark gegen die Bahnebene der Erde (Ekliptik) geneigt ist. Ihr Aphel ist nur etwa 6 % weiter von der Sonne entfernt als dasjenige der Umlaufbahn der Venus, während ihr Perihel im Bereich der Umlaufbahn des Merkurs liegt. Der Asteroid ist damit sowohl ein Venuskreuzer als auch ein Merkurkreuzer. Die Apheldistanz von 0,77 AE war zum Zeitpunkt seiner Entdeckung die kleinste aller bekannten Asteroiden, ebenso die Umlaufzeit.
In der Nähe des aufsteigenden Knotens seiner Bahn nähert sich der Asteroid derzeit der Venusbahn bis auf etwa 5,8 Mio. km und in der Nähe des absteigenden Knotens der Merkurbahn bis auf etwa 8,2 Mio. km. Der Erdbahn kann er derzeit nicht näherkommen als bis auf einen Abstand von etwa 33,8 Mio. km (0,23 AE).
Eine Untersuchung von 2019 berechnete die Bahnentwicklung von 2019 AQ3 über einen Zeitraum von 20 Mio. Jahren um die derzeitige Epoche herum. Seine Bahn unterliegt den störenden Einflüssen des Erde-Mond-Systems, des Jupiters und der Venus. Seine Apheldistanz könnte dadurch in der Vergangenheit bereits kurzzeitig innerhalb des Bereichs der Venusbahn gelegen haben. Dies könnte auf die Existenz einer neuen, bis dahin unbekannten Population von Objekten hindeuten auf Umlaufbahnen, die vollständig innerhalb der Umlaufbahn der Venus liegen, sogenannte Vatiras. Solche Objekte wären aber von der Erde aus gesehen durch ihre ständige Nähe zur Sonne kaum zu beobachten. 2019 AQ3 könnte sich in der Zukunft dauerhaft in einen solchen Vatira-Typ verwandeln. Am 4. Januar 2020 wurde mit (594913) 'Ayló'chaxnim der erste Vatira-Asteroid entdeckt.